# Contea di Bay (Michigan)
La contea di Bay, in inglese Bay County, è una contea dello Stato del Michigan, negli Stati Uniti. La popolazione al censimento del 2000 era di 110 157 abitanti. Il capoluogo di contea è Bay City.